# Phyllophaga idonea
Phyllophaga idonea är en skalbaggsart som beskrevs av Ivan T. Sanderson 1948. Phyllophaga idonea ingår i släktet Phyllophaga och familjen Melolonthidae. Inga underarter finns listade i Catalogue of Life.